# 湖滨路 (杭州)
湖滨路是杭州西湖边上的一条旅游商贸特色街区，南北走向。是游客欣赏西湖的一条主要行进道路。它南起东坡路，北至庆春路，西临西湖，东接湖滨商业区，道路全长约840米，宽约6米，与东坡路、平海路、学士路、庆春路等6条道路相交。2003年10月1日投入使用。沿路东侧有湖滨银泰in77A区与E区、杭州君悦酒店（五星级）、杭州华侨饭店（三星级）、西湖国贸中心（写字楼）。附近有杭州地铁1号线龙翔桥站。 湖滨步行街被称为杭州的“城市客厅”。

## 简介

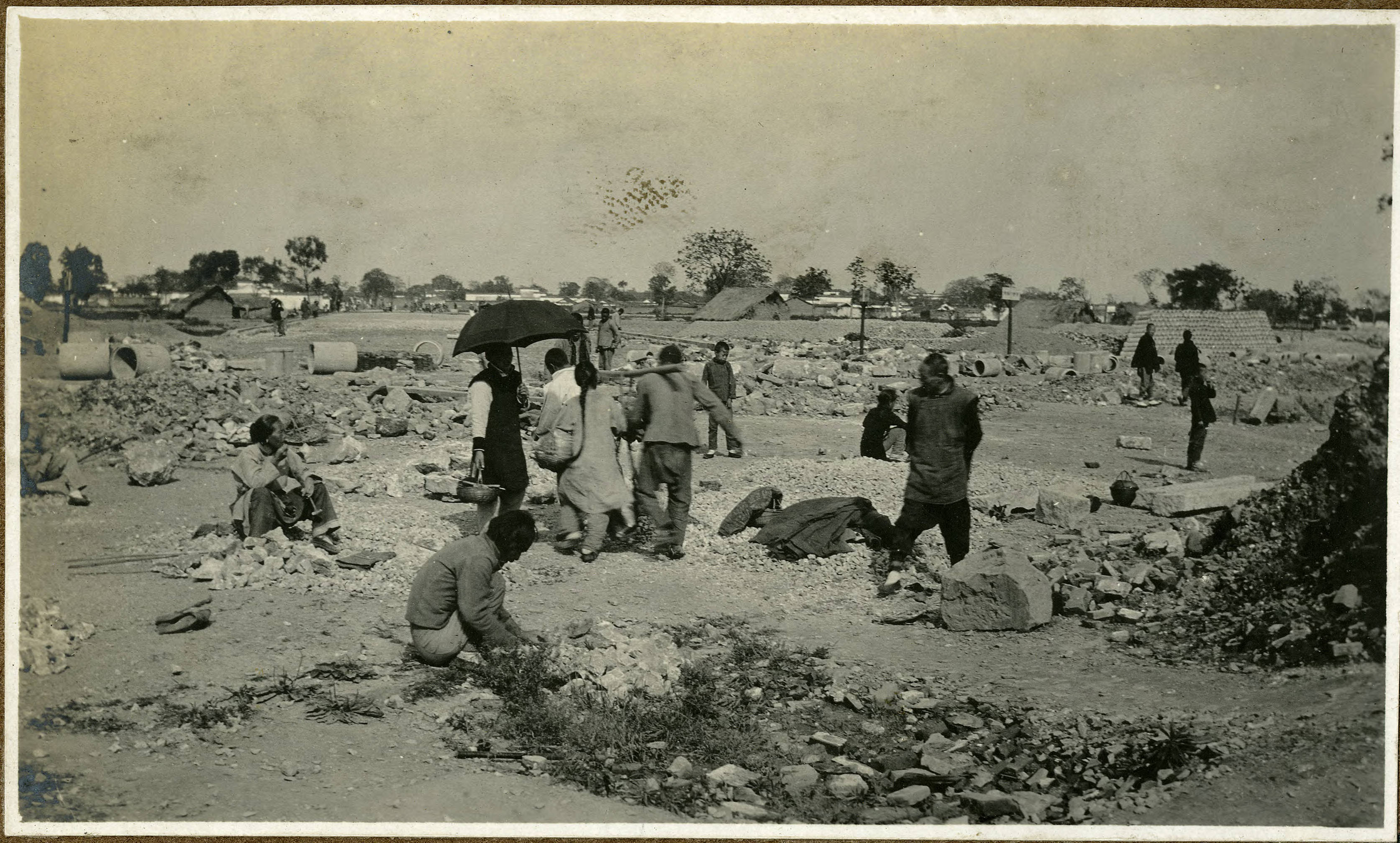
1913年拆除满城城墙修建湖滨路的历史照片

街区范围为西起湖滨路、东至浣纱路、南至解放路、北至庆春路，总占地40公顷。一期工程（湖滨路东侧改造，总面积54000平方）于2003年10月完工，二期20000平方街区改造于2007年底完成。
街区改造后分别形成6条特色街：丝绸街、饮食娱乐街、珠宝精品街、酒廊咖啡街、浙派服装街和古文化街。
沿线西侧有著名的湖滨公园。
2013年8月，湖滨路迎来10年来最大整修，封闭施工2个月。2014年6月3日恢复步行街。
2020年7月22日，商务部召开步行街改造提升专题新闻发布会，杭州湖滨步行街为首批授牌的五条“全国示范步行街”之一。

## 规划设计
湖滨步行街的设计采取了雨滴、涟漪、波浪等水元素，与西湖呼应。步行街区域的道路铺装以中国画艺术中的浓淡墨色为灵感，以黑、白、灰为主色调。建筑立面的设计以橱窗、骑楼为特色和切入点，表达了杭州和西湖的人文气质。

### 湖滨九里
湖滨路步行街周围的区域被命名为“湖滨九里”：泗水里、将军里、东坡里、仁和里、龙翔里、学士里、长生里、劝业里、钱塘里。
泗水里南至将军路，北至解放路，东至浣纱路，西至延安路。该片区域与延安路西侧部分共同组成杭州知名的解百商圈，但又因为延安路的纵向分割，形成了两个相对独立的街区。其中一街区内坐落着知名的泗水新村，而泗、水二字皆含水部，与西湖之意相通，吻合湖滨的特质，故该街区被命名为泗水里。
将军里南至将军路，北至解放路，东至延安路，西至南山路。
该片区域为清代杭州将军署所在地，将军衙署外围，还分布着公衙门、都统衙门、左右司署、笔贴式署及印房等机构，是整个旗营权力中心。1949年后至90年代以前的很长一段时间里，这里还是杭州市政府所在地，至今仍坐落着电信大楼等公营事业单位。
东坡里南至解放路，北至平海路，东至延安路，西至东坡路。In77的D区、E区位于东坡里。
仁和里南至邮电路口，北至平海路，东至东坡路，西至湖滨路。In77的A区位于仁和里。
龙翔里南至平海路，北至学士路，东至延安路，西至东坡路。龙翔里位于杭州地铁1号线龙翔桥站上盖。In77B区也位于龙翔里。龙翔里也是一个历史文化街区，完整地保存了清末明初时期的近代民居群，其建筑以石库门与白墙黛瓦的江南风格为特色。
学士里南至平海路，北至学士路，东至东坡路，西至湖滨路。
长生里南至学士路，北至庆春路，东至延安路，西至东坡路。
劝业里南至学士路，北至长生路，东至东坡路，西至湖滨路。
钱塘里南至长生路，北至庆春路，东至东坡路，西至湖滨路。